# 半春園
22°26′45.97″N 114°09′11″E / 22.4461028°N 114.15306°E

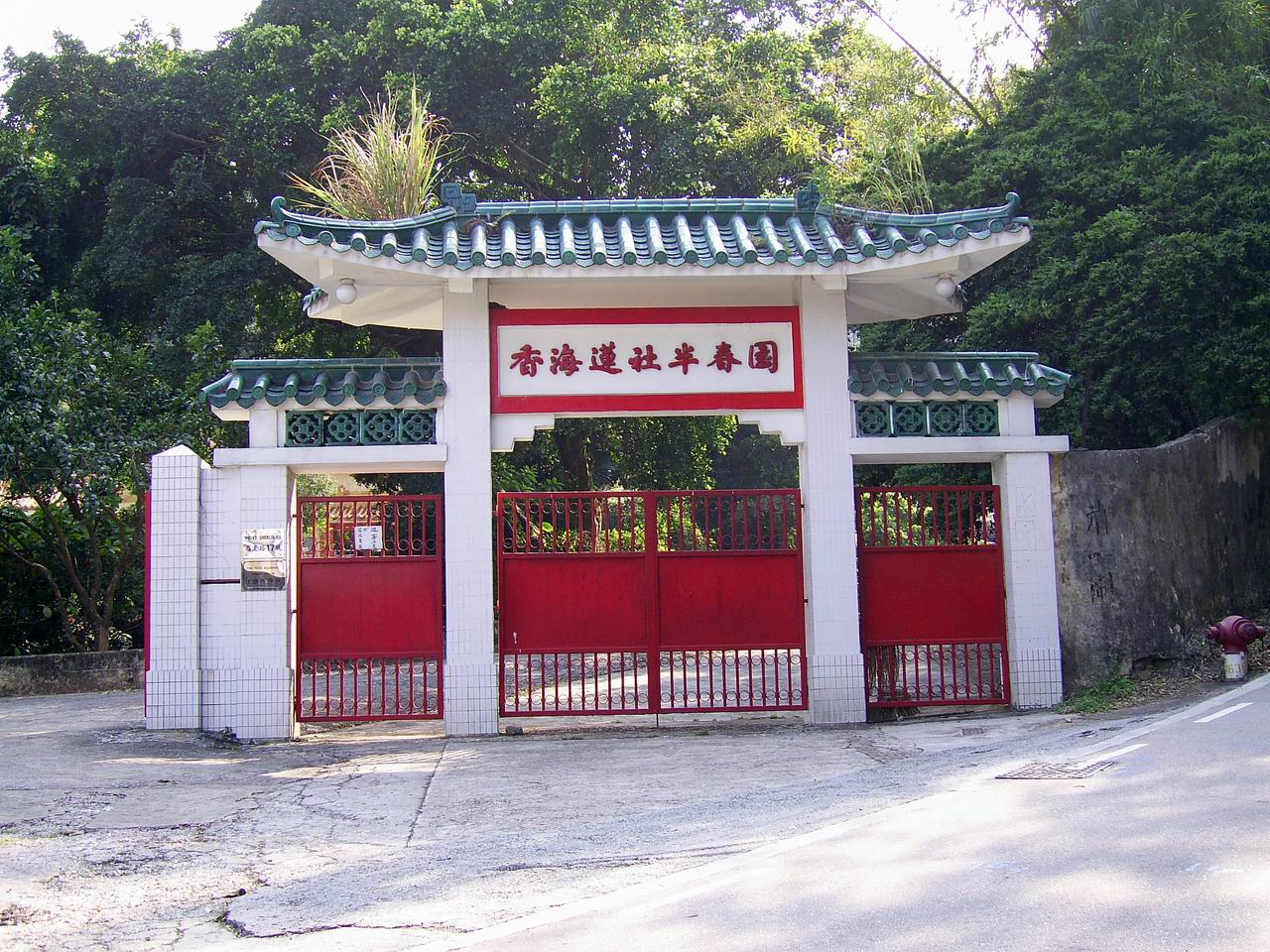
半春園入口

半春園，全名為香海蓮社半春園，佔地200餘萬平方呎，是香港新界大埔區內面積最大的佛教寺院，位於大埔錦山石蓮路的黃筱煒故居被列為香港三級歷史建築。

## 歷史
半春園建於1930年代初期，本在錦山山上，由一名叫黃筱煒的居士在其家族所有之地興建作靜修之用。黃筱煒又名黃德煒，在港經營「永利威酒莊」，主要生產五加皮酒及玫瑰露酒，行銷海外。其後黃筱煒潛心學佛，更遠赴上海皈依印光法師門下。
1928年，黃筱煒在蒲崗村組織哆哆佛學社。
1930年代，購入半春園現址。
1953年，黃筱煒將哆哆佛學社遷移到半春園作為道場，並增設園林山景以及多間殿堂。其中大雄寶殿內供奉由江蘇運來的西方三聖佛像，殿前設有一對銅麒麟司閣，當時興建的部分亭台樓閣，至今仍保持原貌。
1967年，黃筱煒遺孀黃羅少珍將半春園移交香海蓮社接管。香海蓮社成立於1933年，由曾璧山、李公達、周佛慧等人發起。半春園易名為「香海蓮社半春園」，重修大雄寶殿香蓮花池，並先後增建地藏殿、觀音殿、藏經閣和思親堂等。

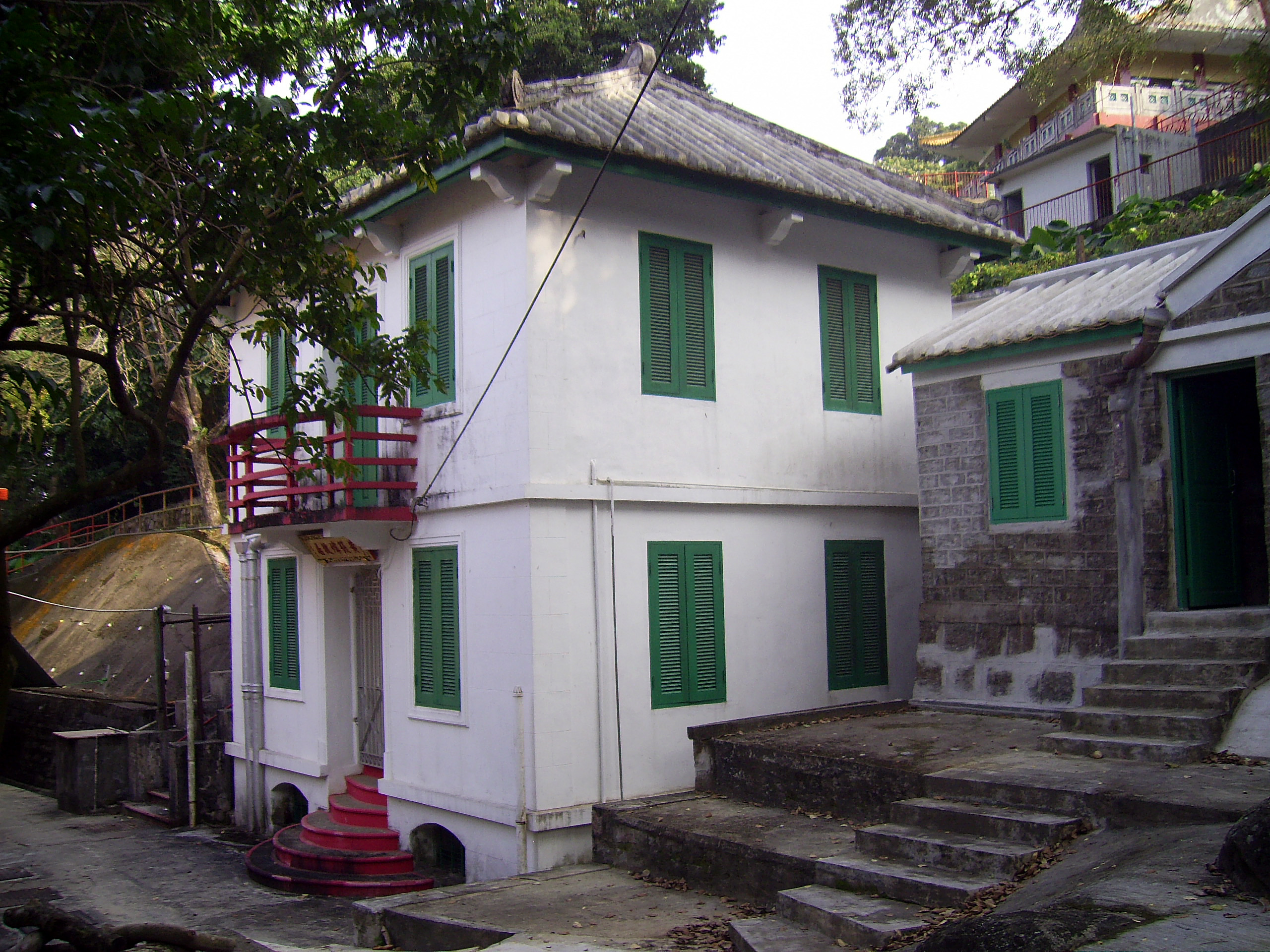
黃筱煒故居
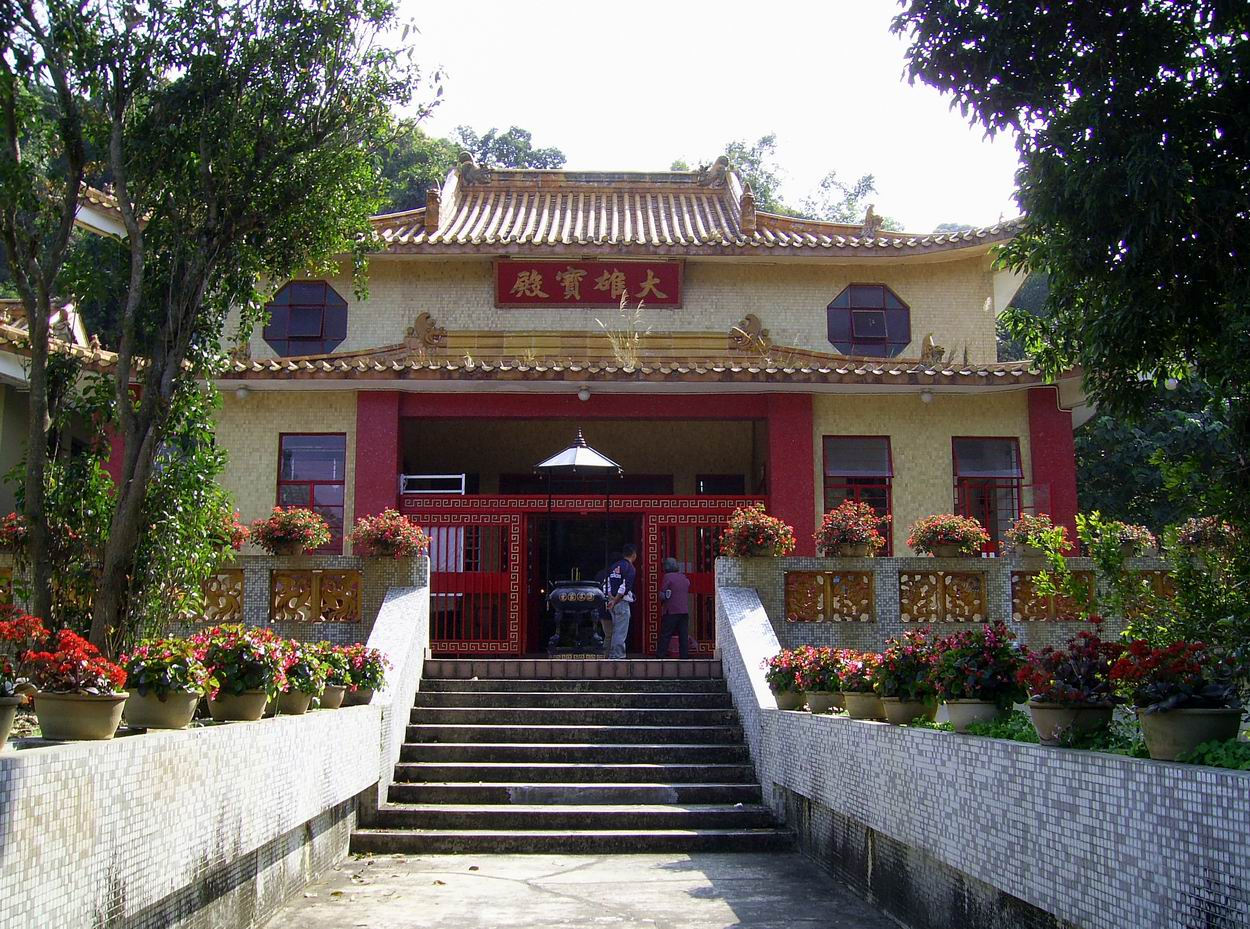
大雄寶殿
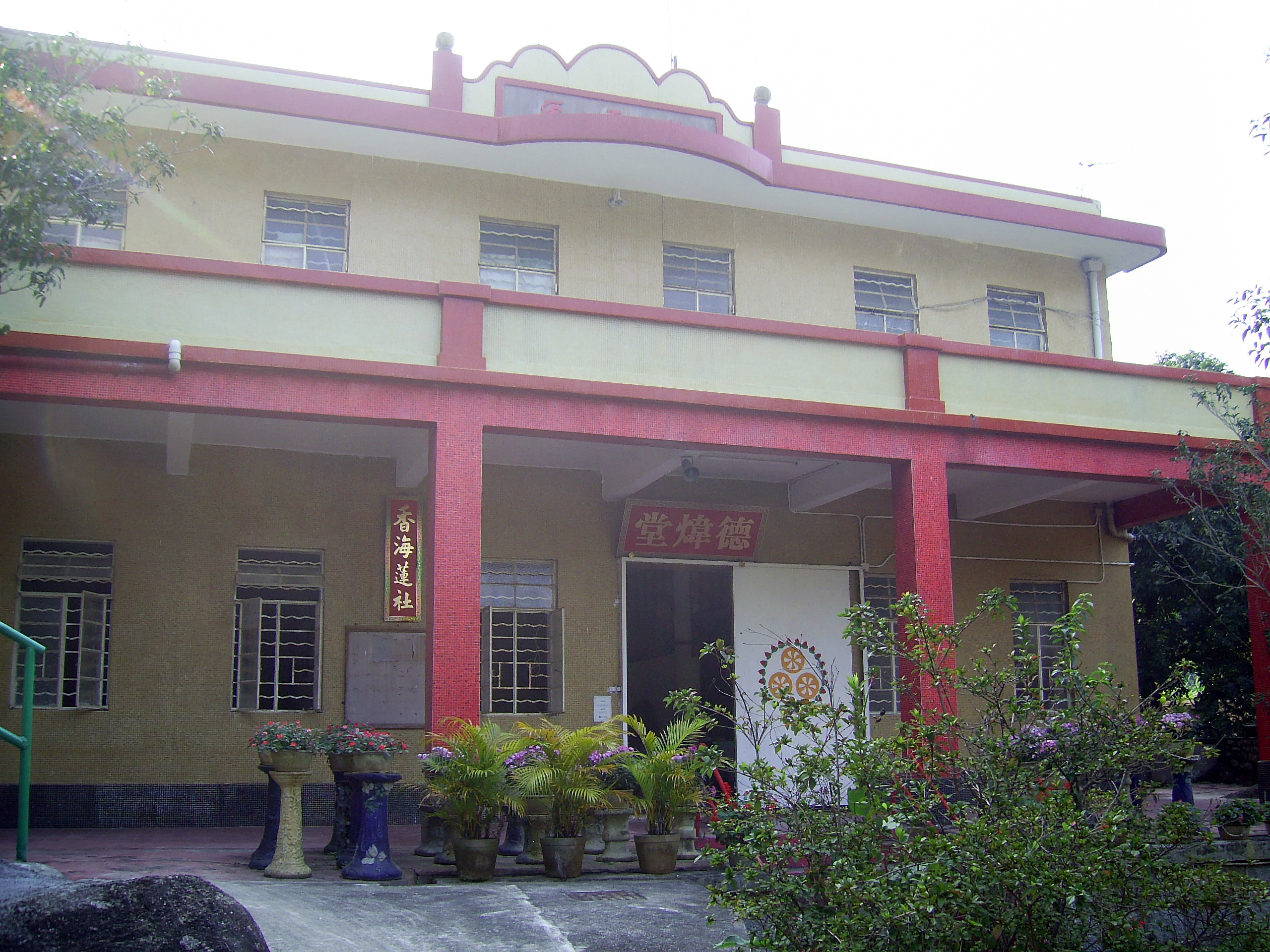
德煒堂
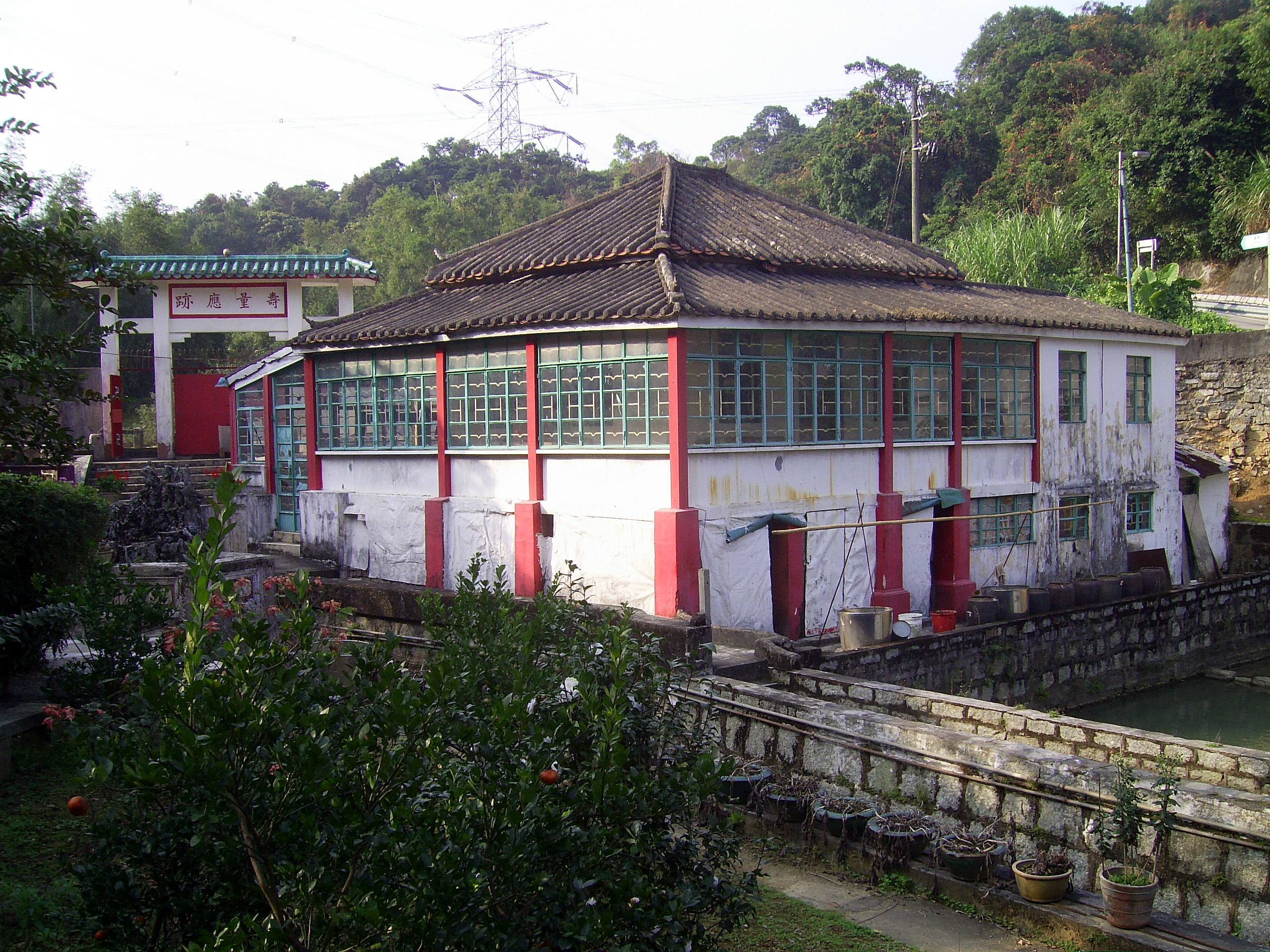
玻璃屋

## 名稱典故
早年黃筱煒居士定期與兩名知己前往半春園作半日遊，交流佛學及誦經膜拜，「半春」二字，內含「三人半日」之意。

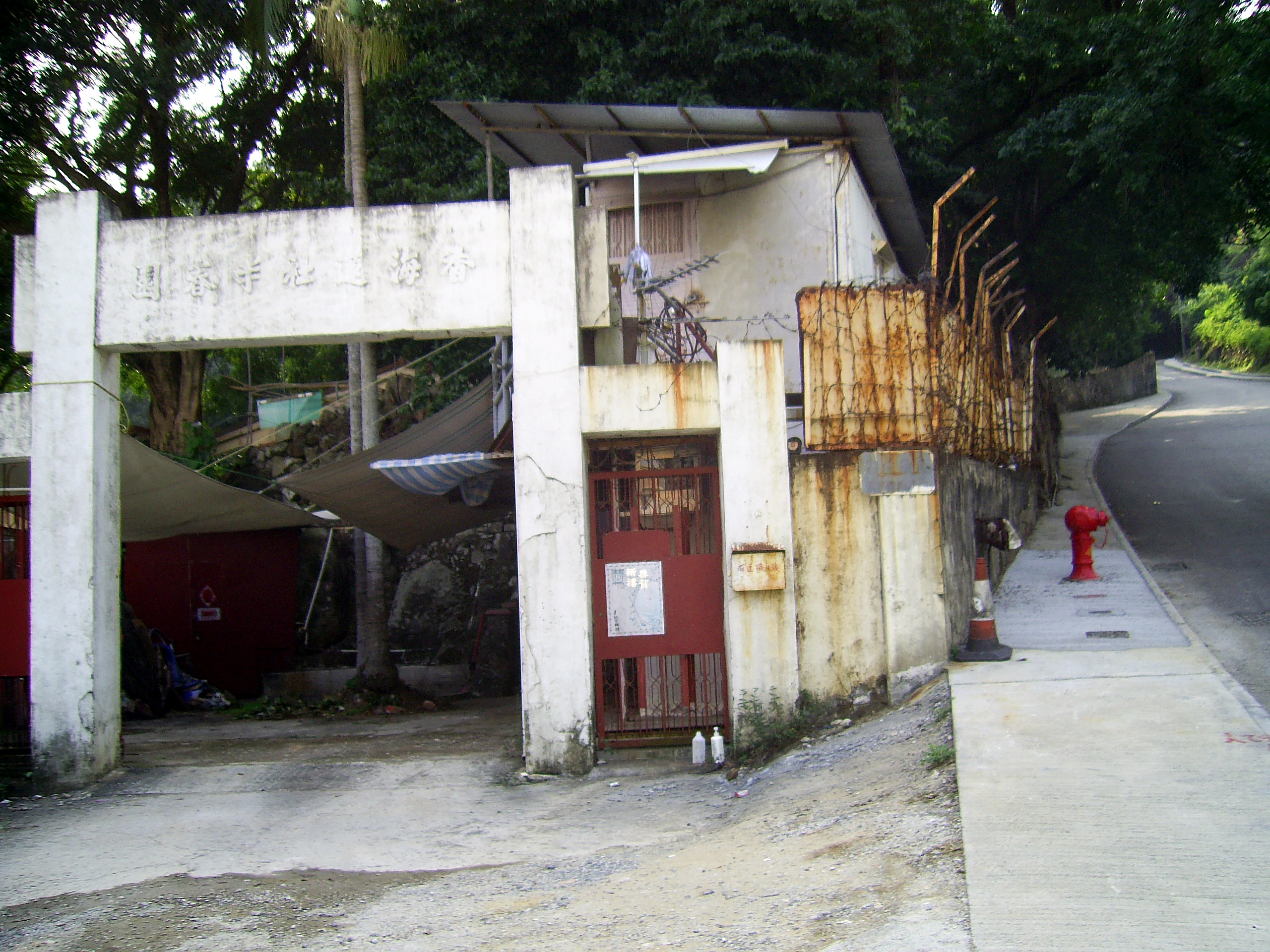
半春園舊牌坊
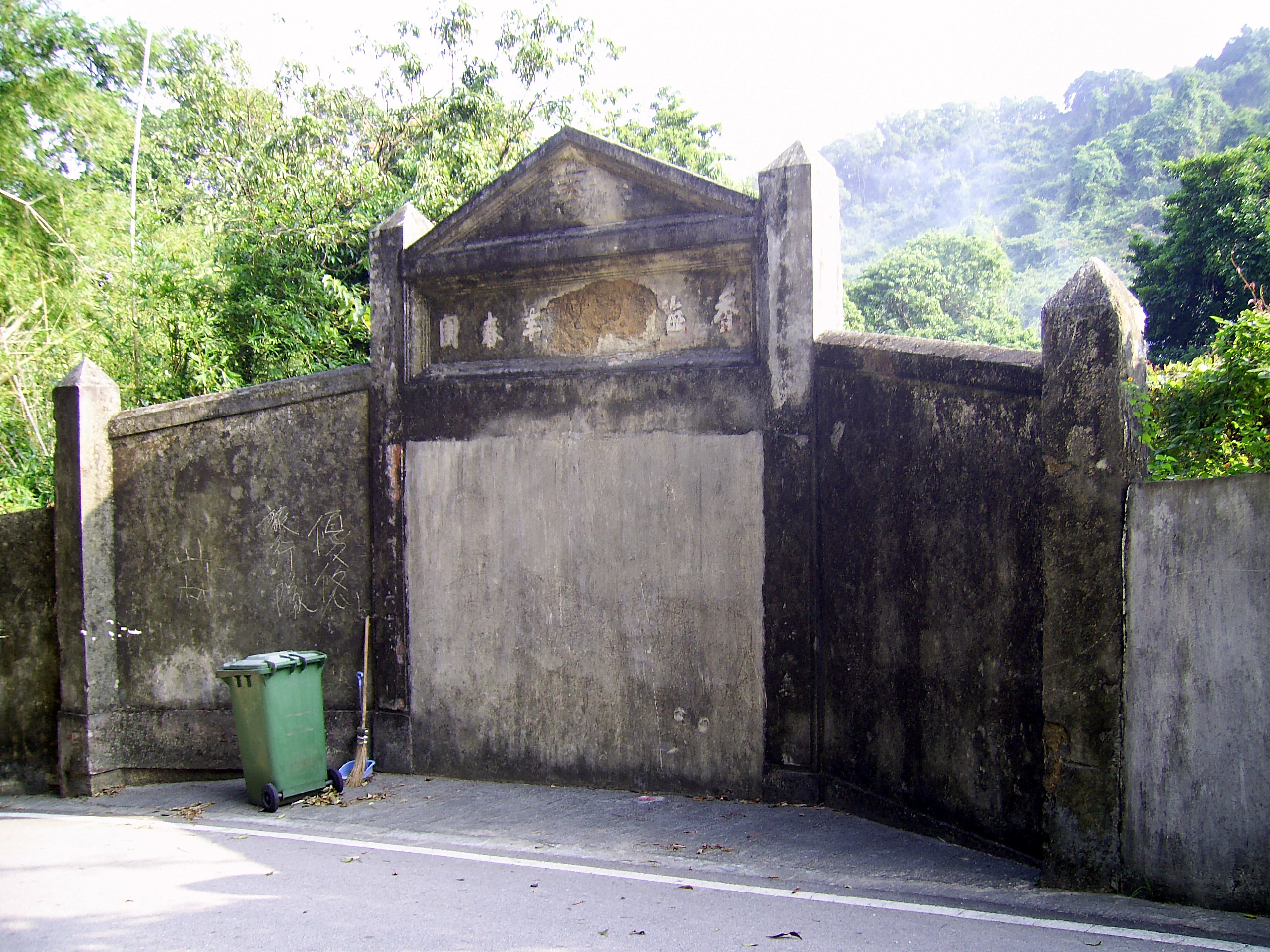
已封閉的舊入口

## 外部連結
- 香海蓮社半春園 （页面存档备份，存于）